# Liste der Monuments historiques in Saintines
Die Liste der Monuments historiques in Saintines führt die Monuments historiques in der französischen Gemeinde Saintines auf.

## Liste der Bauwerke
| Bezeichnung             | Beschreibung                  | Standort | Kennzeichnung | Schutzstatus | Datum | Bild           |
| ----------------------- | ----------------------------- | -------- | ------------- | ------------ | ----- | -------------- |
| Kirche St-Jean-Baptiste | Erbaut ab dem 12. Jahrhundert | (Lage)   | PA00114879    | Inscrit      | 1927  | weitere Bilder |
| Schloss                 | Erbaut 1531                   | (Lage)   | PA00114878    | Inscrit      | 1951  | weitere Bilder |

## Liste der Objekte
- Monuments historiques (Objekte) in Saintines in der Base Palissy des französischen Kultusministeriums